# Meligethes bidens
Meligethes bidens är en skalbaggsart som beskrevs av Brisout de Barneville 1863. Meligethes bidens ingår i släktet Meligethes, och familjen glansbaggar. Enligt den finländska rödlistan är arten sårbar i Finland. Arten är reproducerande i Sverige. Artens livsmiljö är torra gräsmarker.